# Muzeum Narodowe Ziemia i Człowiek
Muzeum Narodowe Ziemia i Człowiek (bułg. Национален музей „Земята и хората”) – muzeum minerałów w Sofii w Bułgarii.

## Historia
Muzeum powstało na mocy zarządzenia z 30 grudnia 1985 roku Prezydium Rady Ministrów z dniem 1 stycznia 1986 roku. Po remoncie uroczyste otwarcie miało miejsce 19 czerwca 1987 roku. Muzeum ma gromadzić, przechowywać i eksponować minerały. Pierwsze eksponaty dla muzeum podarowali bułgarscy i zagraniczni kolekcjonerzy, naukowcy i firmy. Muzeum podlega bułgarskiemu Ministerstwu Kultury.

## Budynek
Muzeum mieści się w budynku zbudowanym pod koniec XIX wieku na potrzeby wojska. Był częścią kompleksu nazywanego sofijskim arsenałem. Konstrukcja żelbetonowych budynków chroni je przed skutkami trzęsień ziemi. W trzech zachowanych do XXI wieku budynkach kompleksu mieszczą się: Muzeum Narodowe Ziemia i Człowiek, Muzeum Stuki Współczesnej i Strzelnica Garnizonowa (Мемориалът „Гарнизонно стрелбище”). W budynkach działa fabryka amunicji, w latach 30. XX wieku umieszczono tu szkołę oficerska. Po II wojnie światowej (do 1975) mieściła się tu drukarnia. W 1985 roku w budynku zaczęło działać Muzeum Ziemi. Projekt restauracji budynku przygotował Christo Ganczew, wystrój wnętrz muzeum zaprojektował Iwan Radew, a malowidła ścienne wykonał Teofan Sokerow.

## Zbiory
Do stycznia 2017 roku muzeum zgromadziło ponad 31 000 eksponatów. Całość zbiorów podzielono na 7 działów. W dziale dotyczącym minerałów Bułgarii zgromadzono ok. 400 bułgarskich złóż i rud. W dziale Kamienie szlachetne i ozdobne zgromadzono 2668 próbek kamieni szlachetnych. W ramach wystawy stałej została zorganizowana wystawa Wielkie kryształy, na której pokazano ponad 7700 okazów 1611 minerałów, z czego 5200 jest znana wszystkim w nauce. W 1987 roku muzeum otrzymało kolekcję minerałów od spadkobierców znanego bułgarskiego speleologa Petyra Tranteewa.